# Szakácsi
Szakácsi is een plaats (község) en gemeente in het Hongaarse comitaat Borsod-Abaúj-Zemplén. Szakácsi telt 150 inwoners en ligt aan weerszijden van een arm van de Vadasz-patak (beek) tegen de heuvels aan. Het heeft twee kerken (reformatorisch en katholiek), een dorpshuis, een winkeltje voor eerste levensbehoeften, een slow food restaurantje, een bushalte en twee schaapskudden.

## Landschap en omgeving
Szakácsi ligt centraal in de Cserehát, een gebied in de vorm van een V, begrensd door de rivieren de Hernad en de Bodva en de grens met Slowakije. Het landschap doet denken aan de Dordogne of Toscane: heuvelachtig met bos en landbouw-gebieden, slaperige dorpjes en weidse vergezichten. De dorpjes zijn met onderlinge afstanden van 2 tot 5 kilometer met gulle hand over de Cserehát verspreid. De Cserehát is een arm gebied. De enige werkgelegenheid in Szakácsi wordt geboden door 2 boeren, in de bosbouw en recentelijk door een bedrijf dat de leegstaande huizen verbouwd tot vakantiewoningen.
De Cserehát is de fruittuin van Hongarije, met een overvloed aan abrikozen, perziken, pruimen, appel en kersen. Veel mensen brengen hun fruit naar de lokale distilleerderij om het tot Palinka te laten verstoken (soms wel meer dan 40% alcohol). De bossen rond Szakácsi zijn ook bekend vanwege het eekhoorntjesbrood, cantharellen en trompettes de la mort. De dorpelingen zeggen dat er zelfs witte truffel wordt gevonden...
Langs Szakácsi lopen twee lange-afstandswandelpaden, de rode Cserehát route en de Orszagos Kéktúra, de blauwe route die deel uitmaakt van het Europese netwerk van lange-afstandswandelpaden.

## Naam
Szakácsi betekent "dorp van de koks". De geschiedenis van Szakácsi gaat terug tot 1300. Vermoedelijk betaalden de inwoners de 'belasting' door te koken voor de koning. Sommigen zeggen dat de chef-kok van de koning hier woonde. In het wapen (kookpotten, slagersbijlen) wordt hiernaar verwezen.